# Iglesia de San Miguel Arcángel (Bellreguart)
La Iglesia parroquial de San Miguel Arcángel es un templo católico situado en la plaza Mayor, 8, en el municipio de Bellreguart. Es Bien de Relevancia Local con identificador número 46.25.048-003.

## Historia
El primer templo católico de Bellreguart se edificó a instancias de los duques de Gandía en 1534, como parroquia de moriscos. Quedó ya entonces bajo la actual advocación, San Miguel Arcángel, patrón de la población. Eclesiasticamente, dependía de la parroquia de Santa María de Gandía. En 1574, se erigió en parroquia independiente.
La mezquita construida a mediados del siglo XV, fue convertida en iglesiadurante el XVI, manteniendo su pequeño tamaño. Fue reconstruida y ampliada a finales de XVII.
El templo fue derruido durante la Guerra Civil Española, siendo reconstruida por el arquitecto alcoyano Joaquín Aracil Aznar entre 1943 y 1952 con donaciones de los feligreses.

## Descripción
El templo está construido con sillares de piedra en la base, provinientes de un antiguo puente sobre el Serpis en Gandía, y hormigón recubierto por ladrillo cara vista.
El campanario tiene planta octogonal irregular, es de un solo cuerpo y alcanza los 45 metros de altura. La portada de la iglesia es la base del campanario.